# Pracovní oděv

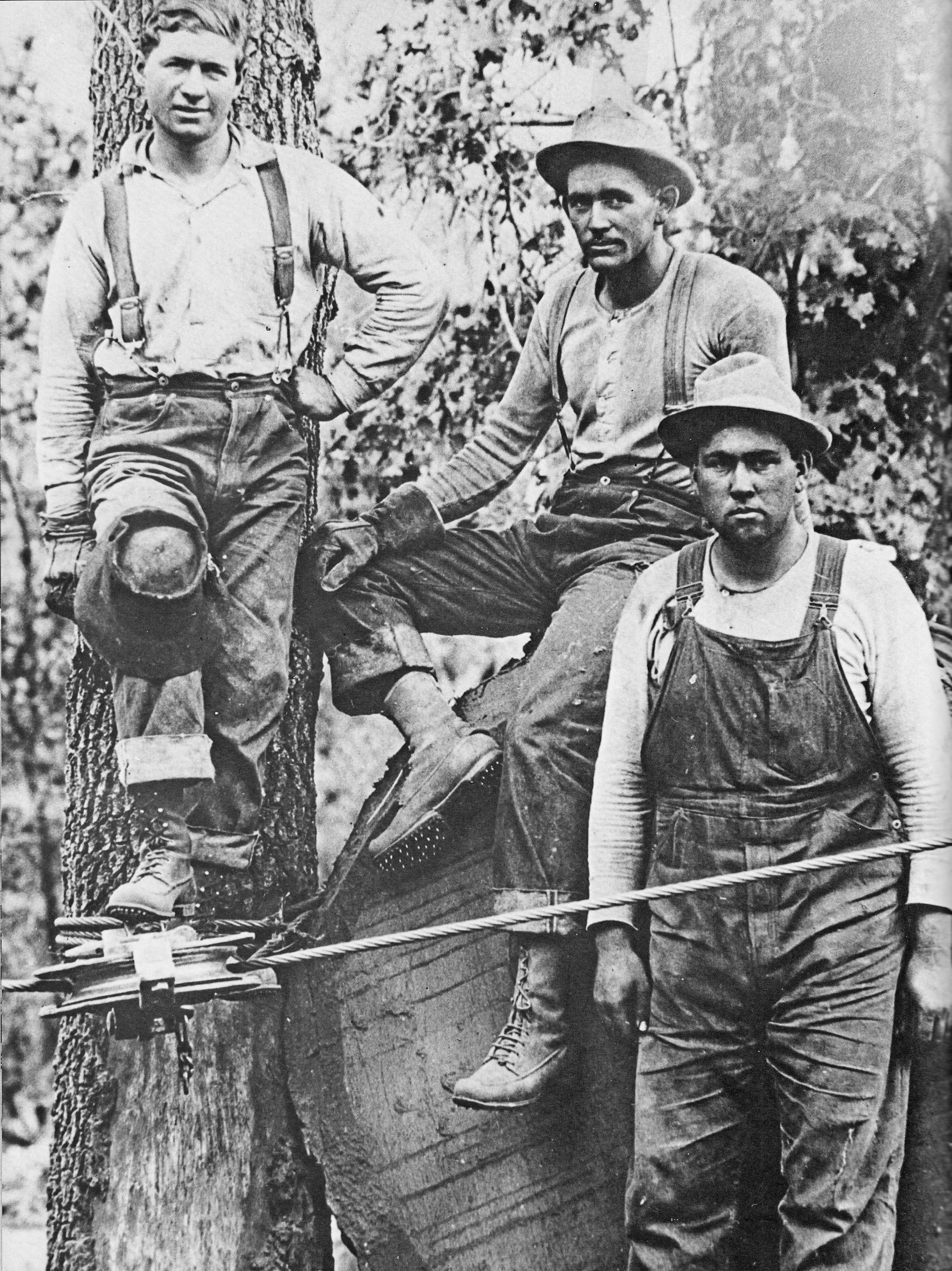
Dřevorubci v pracovním oděvu, USA, 1927

Pracovní oděv je významná součást pracovních podmínek v mnoha oborech lidské činnosti. Nejedná se jen o obecně známé montérky. Pracovním oděvem může být například pánský oblek i dámská luxusní halenka. Existují profese při jejichž výkonu se pracovní oděv nepoužívá, nebo jen velice zřídka – například úředníci, programátoři, spisovatelé, překladatelé a většina učitelů na základních školách. Některé pracovní oděvy jsou z důvodu plnění speciálních funkcí ochrannými pracovními oděvy a poskytují se zaměstnancům jako osobní ochranné pracovní prostředky.

## Osobní ochranné pracovní prostředky
Pracovní oděvy se rozlišují podle jednotlivých profesí a oborů činnosti. Kromě pracovního oděvu mnozí pracovníci používají také různé osobní ochranné pracovní prostředky – například ochranné brýle a obličejové štíty, přilby a kukly, rozličné zástěry, protihlukové náušníky, respirátory a různé typy ochranných rukavic.

## Použití pracovních oděvů
Pracovní oděv se používá všude tam, kde by použití běžného občanského oděvu nebylo vhodné
například z důvodů:
- hygienických a zdravotních - pracovní oděv chrání zdraví a život pracujícího člověka
- chrání i zdraví a život ostatních lidí, zde třeba ve zdravotnictví nebo ve stravovacích službách apod.
- kde hrozí zašpinění nebo i zničení běžného oděvu a obuvi
- také tam, kde vzniká potřeba výrazného odlišení pracovníka od ostatních lidí, zde se obvykle používá pracovní stejnokroj respektive uniforma
- jedná se o uměleckou nebo i jinou profesi, která vyžaduje například kostým nebo jiné speciální oblečení - typicky třeba divadelní a filmoví herci, z umělců třeba sochaři, z ostatních profesí například profesionální sportovci

## Příklady běžných pracovních oděvů
- montérky
- pracovní plášť (obvykle bílý nebo modrošedý)
- pracovní stejnokroj

## Vybrané profese standardně užívající pracovní oděv
- lékaři, zdravotní sestry i všichni zdravotníci (zdravotní stejnokroje)
- pracovníci v laboratořích
- havíři (horníci)
- hutníci, slévači, svářeči, kováři
- stavební dělníci
- lesní dělníci, hajní, myslivci
- ošetřovatelé zvířat a zemědělci
- montéři a převážná většina továrních dělníků
- kuchaři a pracovníci v potravinářském průmyslu
- vojáci, policisté, hasiči, celníci, vrátní a strážní, lesníci, průvodčí a další pracovníci v dopravě
- hostesky a recepční
- profesionální sportovci
- strojvedoucí, piloti, řidiči kamiónů